# الشهيد ناظري (زورق حربي)
زورق أو فرقاطة الشهيد ناظري: هو أول زورق عسكري سريع إيراني بعيد المدى، يمكنه الإبحار وسط ظروف مناخية قاسية، والسير حوالي 10 آلاف كيلومتر دون الحاجة للتزود بالوقود. حيث يمكنه الإبحار في البحر الأحمر والبحر المتوسط وذلك عبر التزود بالوقود مرة واحدة لا أكثر. يتمتع هذا الزورق الحربي بقدرات متطورة، فهو مزود بهيكل مجوف من الوسط، كما وله القدرة على نقل 100 شخص، وحمل مروحية هليكوبتر على متنه. كما وانه قادر، على حمل الصواريخ والمروحيات، حيث يمكن نصب صواريخ وطوربيدات عديدة تحت هيكل هذا الزورق. ويُعتبَر زورق الشهيد ناظري، أول فرقاطة مصنوعة من الألومينيوم تم إنتاجه في الداخل الإيراني. وله هيكل متطور وحديث للغاية، ما يجعله خطوة في سياق المزيد من نجاحات جمهورية إيران في المجال الدفاعي، كما يُعَتَقد أنه سيرفع من قدرات القوات المسلحة الإيرانية في المياه الدولية. وتم تصميم وتصنيع هذا الزورق حسب أحدث المواصفات الدولية المعاصرة، وبخبرات محلية إيرانية واستغرق إنجاز هذا المشروع 14 شهراً. ان زورق الشهيد ناظري تم تصميمه وصناعته في (مؤسسة الشهيد محلاتي) المختصة بصناعة السفن والتابعة إلى مقر خاتم الأنبياء (ص). وقد كُتِبَ على زورق الشهيد ناظري مقولة باللغة الفارسية للمرشد الأعلى آية الله علي خامنئي تقول: «على الأمريكيين أن يذهبوا إلى خليج الخنازير، الخليج الفارسي خليجنا»، وهي مقولة مأخوذة من بيان أدلى به خامنئي في وقتٍ سابق. في إشارة إلى المحاولة الأمريكية الفاشلة للإطاحة بالرئيس الكوبي فيدل كاسترو في عام 1962م.

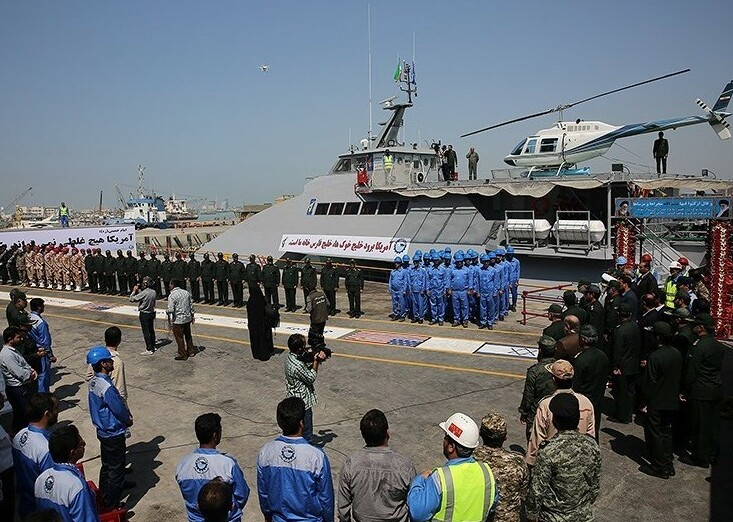
زورق الشهيد ناظري الحربي

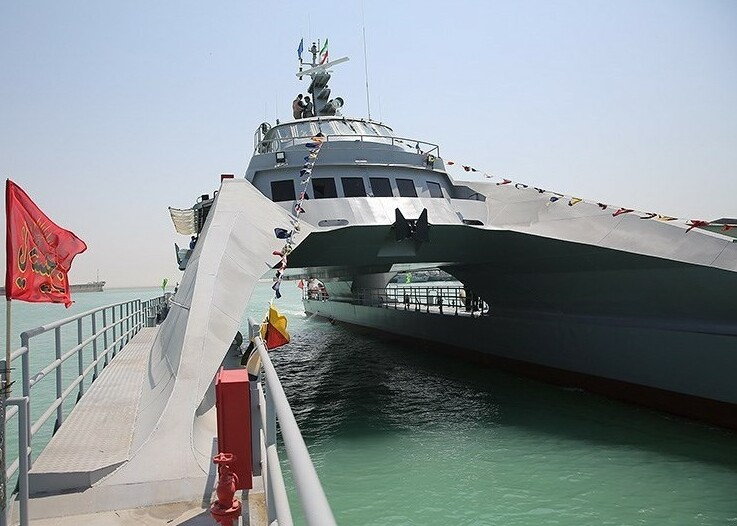
الهيكل التجويفي لزورق الشهيد ناظري الحربي، حيث يستطيع زورق صغير المرور من تحته

## كشف النقاب
في سنة 2016م، كشف الحرس الثوري الإيراني عن زورق عسكري يتمتع بقدرات متطوره، أُطلِقَ عليه اسم (الشهيد ناظري). وقد تم تدشينه في ميناء بوشهر جنوب جمهورية إيران. حيث أعلن قائد المنطقة الثانية للقوة البحرية لحرس الثورة الإسلامية العميد علي رزمجو عن تدشين زورق سريع بعيد المدى حامل للمروحية في بوشهر جنوب البلاد. وقال العميد رزمجو في تصريح للصحفيين خلال مراسم التدشين، إننا نشهد اليوم إنضمام زورق «الشهيد ناظري» بصفة «زروق سريع بعيد المدى حامل للمروحية» مما يُعَد صفحة ذهبية أخرى تضاف إلى مفاخر الحرس الثوري. وأضاف، انه وفي ضوء الإجراءات والجهود المبذولة ليل نهار نشهد اليوم أحدث نوع من هياكل الزوارق في العالم بقابلية الإبحار في الأمواج الهائجة وهبوط وإقلاع المروحية منها مما يُعَد خطوة في سياق المزيد من نجاحات البلاد في المجال الدفاعي.

## الخصائص
يتميع زورق الشهيد (محمد ناظري) محلي الصنع، بعدة خصائص ومميزات، كما وتم تزويده بأفضل التجهيزات والمعدات وهذه أهمها:
▪تم تزويد الزورق بهيكل مجوف من الوسط، أي ان هيكله من نوع (Incat) حتى ان زورقاً قادر على المرور من وسطه. ويُعتبَر من أحدث أنواع هياكل الزوارق في العالم.
▪يمكن نصب صواريخ وطوربيدات عديدة تحت هيكل هذا الزورق، وقد تم تنفيذ تسليح زورق الشهيد ناظري تماماً في مجموعة مصانع القوة البحرية للحرس الثوري.
▪ان هذا الزورق قادر على حمل مروحية هليكوبتر، حيث تهبط وتقلع منه بسهولة.
▪يمكنه الإبحار (10,000) آلاف كيلومتر دون التزود بالوقود. كما يتميز بقابلية الإبحار في الأمواج الهائجة.
▪ يمكنه الإبحار في البحر الأحمر والبحر المتوسط وذلك عبر التزود بالوقود مرة واحدة لا أكثر. وذلك نظراً للمسافة الطويلة القادر على قطعها، والبالغة 10 آلاف كيلومتر.
▪يُعتبَر أول فرقاطة مصنوعة من الألمينيوم تم إنتاجه في الداخل الإيراني، وله هيكل متطور وحديث للغاية.
▪يتحمل أدنى الضربات من الأمواج في السرعات العالية، ونظراً لقلة سطح تماسه مع الماء، فإن المحركات تتحمل ضغطاً أقل. ويُعتبَر من أحدث أنواع هياكل الزوارق في العالم.
▪أُنجِزَت جميع مراحل تصميمه وتصنيعه من قبل الخبراء الإيرانيين في الحرس الثوري الإيراني.
▪ يُعَد زورق الشهيد ناظري، أول فرقاطة حربية مصنعة محلياً قادرة على حمل طائرات مروحية ونقل قرابة الـ100 عسكري.

## المواصفات
يتصف زورق الشهيد ناظري بطوله البالغ 55 متراً، وعرضه يبلغ 14 متراً وعشر المتر، بينما يبلغ إرتفاعه 13 متراً. وأظهرت لقطات تلفزيونية بثتها (قناة إيرن) الزورق الذي أُُطلِقَ عليه اسم «شهيد ناظري» والمصنوع من الألومنيوم وهو يرسو في ميناء بوشهر جنوب غرب البلاد.

## المشاركة في المناورات البحرية المشتركة بين روسيا والصين وإيران
إشترك زورق الشهيد ناظري، ولأول مرة في مناورت بحرية ثلاثية جمعت كلٌ من روسيا والصين وجمهورية إيران. والتي إنطلقت في 27 كانون الأول/ ديسمبر 2019م، بحضور السفن الروسية والصينية في ميناء الشهيد بهشتي بجابهار، واستمرت 3 أيام. وقد أُختِتِمَت تلك المناورات البحرية بإجراء إستعراض للوحدات المشاركة في منطقة شمال المحيط الهندي. وشاركت في الإستعراض الإختتامي للمناورات كل من المدمرتين الايرانيتين البرز وبايندر وراجمة الصواريخ نيزة والسفينة الحربية الروسية ياروسلاف مودري والمدمرة الصينية شينينغ وسفينة الوقود الروسية يلنيا وسفينة قطر روسية، وزوارق إيرانية مثل (تندر والشهيد ناظري والشهيد ناصري نجاد) من القوة البحرية للحرس الثوري الإيراني، حيث نفذت الإستعراض أمام (مدمرة سهند) الإيرانية. كما شاركت مروحيات SH-3 و AB-212 التابعة للقوة البحرية للجيش ومروحية Mi-17 التابعة للقوة البحرية لحرس الثورة الإسلامية، فضلاً عن القطع البحرية، في الإستعراض الإختتامي للمناورات. وكان قائد القوة البحرية التابعة للجيش الإيراني، الأدميرال حسين خانزادي، والعميد مهدي رباني مساعد رئيس الأركان العامة للقوات المسلحة الإيرانية وعدد آخر من قادة القوات المسلحة ومسؤوليها من المشاركين في هذه المراسم. وتم خلال هذه المناورات تنفيذ مختلف التدريبات والعمليات بما فيها إطلاق النيران على الأهداف البحرية ومناورات الإسعاف والإغاثة البحرية وإخماد الحرائق ومواجهة القراصنة.

## نماذج أخرى
لفرقاطة أو زورق الشهيد ناظري نماذج أخرى، حيث أكد قائد القوة البحرية الإيرانية في حرس الثورة الإسلامية العميد علي فدوي أن هناك جيل جديد من فرقاطات «الشهيد ناظري» تتم صناعتها في الوقت الحالي وأنها ستنضم في المستقبل إلى الأسطول البحري لحرس الثورة الإسلامية. وأفادت وكالة تسنيم الدولية للأنباء أن العميد علي فدوي قائد القوة البحرية الإيرانية في حرس الثورة الإسلامية قال في تصريحٍ له أن إنضمام فرقاطات جديدة إلى الاسطول البحري لحرس الثورة الإسلامية أمر محتوم لكن موعد إنضمامه ليس محدداً، معتقداً أن إنضمام هذه الفرقاطات الجديدة ستشكل نقطة تحول في القوة البحرية لحرس الثورة الإسلامية. وأوضح العميد فدوي أن صناعة هذه الفرقاطات أوكل بها إلى مركز الجهاد والإكتفاء الذاتي التابع لحرس الثورة الإسلامية وتحديداً في مؤسسة (الشهيد محلاتي) لصناعة السفن والذي تتبع هي بدورها مقر خاتم الأنبياء (ص).
اما مواصفات النماذج الجديدة، فإن جسم هذه الفرقاطات الجديدة مصنوع من جنس الألمنيوم ولها طول يقدر بـ 141 متراً وعرضها 13 متراً وأنها كلما لمست سطح المياه كلما زادت سرعتها وفي نفس الوقت يقل إستهلاكها للوقود في هذه الحالة. وتابع العميد فدوي أن هذا الإبداع الجديد الذي نجح الخبراء الإيرانيون في تصميمه يمكنه حمل 1000 عنصر من القوات ومروحية وتنفيذ عمليات بعيدة المدى في مياه البحار وأنه يستطيع التصدي للأمواج الكبيرة كما بامكانه تنفيذ المهمات خارج الحدود.

## ردود أفعال
إيران:
قائد القوات البحرية في الحرس الثوري االإيراني:
قال قائد القوات البحرية في الحرس الثوري الإيراني العميد علي فدوي، أن أول فرقاطة بعيدة المدى قد دخلت الخدمة لدى قوات حرس الثورة الإسلامية، موضحاً أن هذه الفرقاطة الجديدة لديها القدرة على حمل طائرات الهليكوبتر والإبحار في الأمواج البحرية المتلاطمة. وفي كلمته بمراسم التدشين، قال العميد علي فدوي:«لن نتوقف أبداً عن زيادة قدراتنا الدفاعية الرادعة، ولقد عقدنا العزم على الصمود بوجه أعداء الله الذين يضمرون السوء للمسلمين أو للشعب الإيراني المسلم».
رئيس منظمة الأبحاث والإكتفاء الذاتي في القوات البحرية للحرس الثوري الإيراني:
أكد رئيس منظمة الأبحاث والإكتفاء الذاتي في القوات البحرية للحرس الثوري الإيراني الملازم أول أبو الفضل نظري، ان أحد أهم أهداف وبرامج الحرس الثوري في المياه الحرة والبعيدة هو صناعة زوارق تمكن القوات البحرية للحرس الثوري التواجد في المياه الحرة. وأشار الملازم أول أبو الفضل نظري خلال مراسم إنضمام زورق الشهيد محمد ناظري إلى القوات البحرية في الحرس الثوري إلى ان هذا الزورق يزن 240 طناً لافتاً إلى ان طول هذا الزورق القادر على حمل مروحية، يبلغ 55 متراً وعرض 14.1 متراً وبإمكانه الإبحار بسرعة 14 عقدة وإلى مسافة تبلغ 10 آلاف كيلومتر. ونوّه أبو الفضل، إلى ان هذا الزورق القادر على حمل مروحية لديه القدرة على نقل 100 شخص مشيراً إلى ان مروحية «شاهد» التي تستقر فوق هذا الزورق يتمتع محركها بقدرة 420 حصاناً بخارياً. ولفت إلى شكل هيكل هذا الزورق المتقدم قائلاً: ان توازن الإبحار في الأمواج العالية والمدى الطويل للإبحار وسرعته، زاد من قدرة القوات البحرية للحرس الثوري للتواجد في المياه الحرة والبعيدة.
قائد المنطقة الأولى للقوات البحرية للحرس الثوري:
أعلن قائد المنطقة الأولى التابعة للقوات البحرية في الحرس الثوري العميد مرتضى زارعي في تصريح أدلى به في 19 أيلول/ سبتمبر 2016م عن إنضمام زورقين مصنعين داخلياً إلى اسطول القوات البحرية للحرس الثوري الإيراني في بندر عباس. وأفادت وكالة تسنيم للأنباء ان العميد مرتضى زارعي أشار إلى ان القوات البحرية للحرس الثوري تحولت عبر إنضمام زورق الشهيد ناظري، من قوات تتمتع بمدى قصير في البحار إلى قوات بعيدة المدى والبقاء في طي البحار والمياه البعيدة. وأعلن قائد المنطقة الأولى التابعة للقوات البحرية في الحرس الثوري ان زورق «سار» محلي الصنع إنضم أيضاً إلى أسطول القوات البحرية للحرس الثوري الإيراني في بندر عباس، منوهاً إلى ان هذا الزورق تم تصميمه وصنعه في مؤسسة الشهيد درويشي في بندر عباس.
قائد المنطقة الثانية للقوة البحرية للحرس الثوري:
قال العميد علي رزمجو، قائد المنطقة الثانية للقوة البحرية لحرس الثورة الإسلامية، ان القوة البحرية للحرس الثوري حققت على الدوام نجاحات متقدمة وقيمة جداً، وقد جلبت الإقتدار للجمهورية الإسلامية بامتلاكها تكنولوجيا ومعدات متطورة وحديثة وقوة صاروخية عالية وقدرات دفاعية ورادعة. وأفادت وكالة مهر للأنباء ان العميد علي رزمجو قال: ان هذا الزورق يُعتبَر من أحدث نوع من هياكل الزوارق في العالم ولديه القابلية على الإبحار في الأمواج الهائجة وهبوط وإقلاع المروحية منها. وتابع قائلا: ان القوة البحرية للحرس الثوري تمتلك إمكانيات متعددة من ناحية الكوادر والمعدات على مختلف المستويات، وكذلك المدى الإستخباري والملاحة والصواريخ بمختلف أنواعها، واننا نشهد زيادة هذه الإمكانيات باستمرار بفضل إرادة وإيمان منتسبي القوة البحرية للحرس الثوري. واضاف العميد علي رزمجو: في الوقت الحاضر وفي عام «الاقتصاد المقاوم، المبادرة والعمل» نشهد واحدة من أكبر الإنجازات الدفاعية، وهو إدخال قطعة بحرية إلى الخدمة تم تصميمها وتصنيعها من قبل الخبراء والمتخصين الإيرانيين.